# 99906 Uofalberta
99906 Uofalberta è un asteroide della fascia principale. Scoperto nel 2002, presenta un'orbita caratterizzata da un semiasse maggiore pari a 3,2138028 UA e da un'eccentricità di 0,0886161, inclinata di 11,69619° rispetto all'eclittica.
L'asteroide è dedicato all'Università dell'Alberta, tramite una contrazione del suo endomino in inglese, Universtiy of Alberta